# 城厢街道 (泗阳县)
城厢街道是中华人民共和国江苏省宿迁市泗阳县下辖的一个街道办事处。2020年7月，撤销众兴镇。以原众兴镇的东光、西湖、东华、红光、五里、西康、前进、杨圩、周庄、詹庙、府苑、运南、众东、东祥、顾集、桃源、洪南、叶庄、朱圩、刘桥、二桥21个居委会区域为众兴街道行政区域。

## 行政区划
城厢街道下辖以下村级行政区划单位：
联合社区、城南社区、南园社区、卜湖社区、龙门社区、陶圩社区、南门园社区、东风社区、界湖社区、姚圩社区、五堆社区、小圩社区、建华社区和建南社区。